# Semestene
Semèstene (topónimo sardo) es una localidad italiana de la provincia de Sácer, región de Cerdeña, con 187 habitantes.

## Evolución demográfica
| Gráfica de evolución demográfica de Semestene entre 1861 y 2001 |
|                                                                 |
| Fuente ISTAT - elaboración gráfica de Wikipedia                 |